# Susan Wokoma

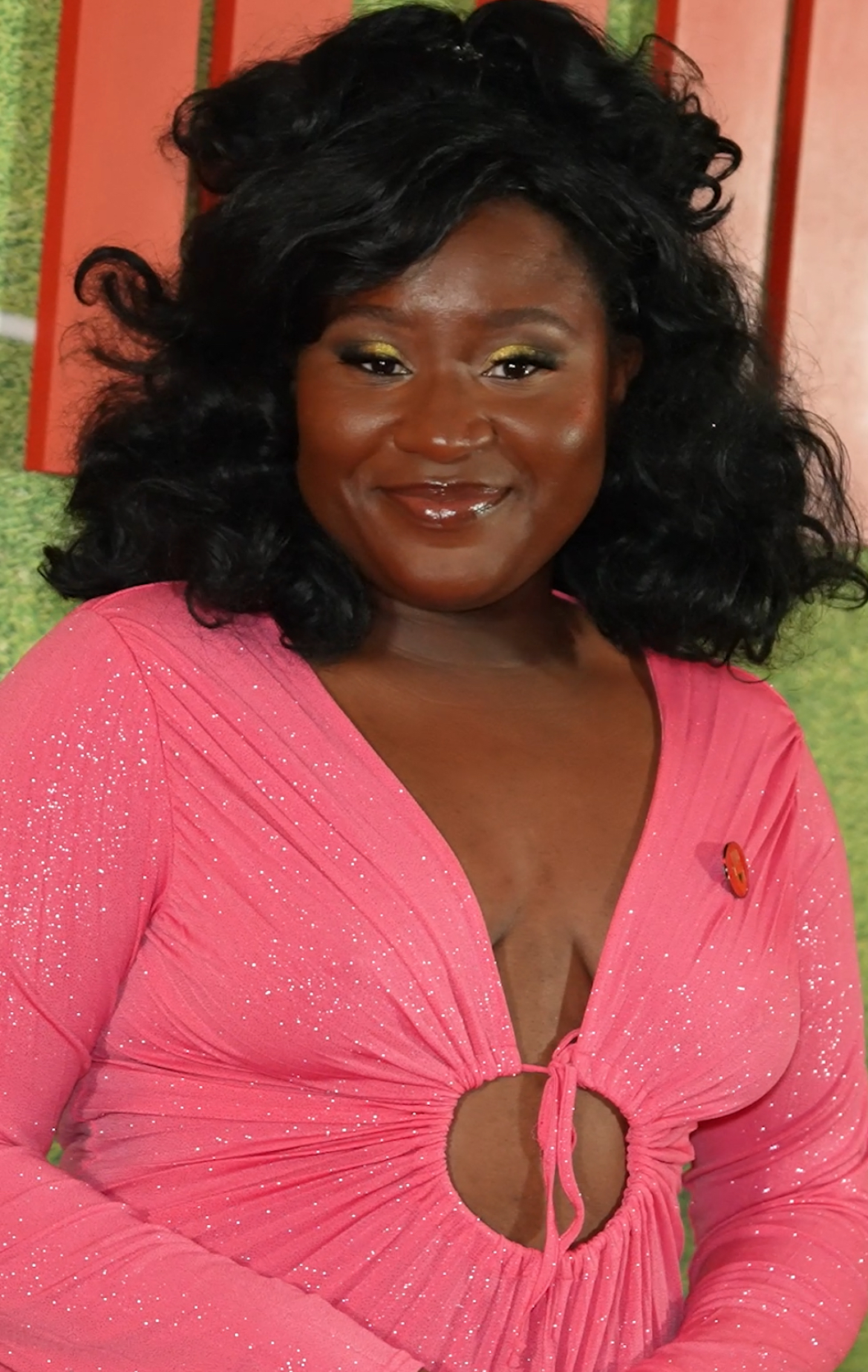
Susan Wokoma 2024

Susan Indiaba Wokoma (* 31. Dezember 1987 in London, England) ist eine britische Schauspielerin. Sie wurde bekannt durch Hauptrollen in Chewing Gum und Crazyhead.

## Leben
Wokoma ist Tochter nigerianischer Eltern mit einer älteren Schwester, die in Musicals singt. Sie wuchs in Elephant and Castle in Südlondon auf.
Sie schrieb sich für das National Youth Theatre während der Sommerferien ein und belegte einen Wochenendkurs für Schauspiel in Marylebone, wo ihr Gareth Malone, bekannt aus The Choir, Gesang lehrte. 2002 nahm sie an der Realityshow Serious Jungle teil, in der Teenager eine Expedition im Dschungel durchführten. Ihre erste Rolle hatte sie 2006 in dem Fernsehfilm That Summer Day über die Terroranschläge 2005 in London. Mit 19 Jahren kam sie an die Royal Academy of Dramatic Art, weswegen ihr Vater sie zuhause rauswarf. Ihren Abschluss machte sie 2010.
2012 starb ihr Vater an einem Schlaganfall, während sie für Half of a Yellow Sun drehte, worauf sie das Dorf ihrer Mutter in Nigeria besuchte und ihre Verwandten kennenlernte.
Nach einigen kleineren Fernsehrollen hatte sie ihren Durchbruch in Michaela Coels Serie Chewing Gum. 2016 spielte sie eine Hauptrolle neben Cara Theobold in Crazyhead, für die sie von der Royal Television Society ausgezeichnet wurde. 2017 wurde sie von Forbes in die europäische 30 Under 30-Liste aufgenommen und von der British Academy of Film and Television Arts als Breakthrough Brit ausgezeichnet.
Seit 2017 spielt sie in Porters. Als Synchronsprecherin sprach sie von 2015 bis 2017 eine Rolle in BrainFreeze, danach in den Videospielen Lego Marvel Super Heroes 2 Prinzessin Shuri von Wakanda und World of Warcraft: Battle for Azeroth Prinzessin Talanji. 2018 schrieb und produzierte sie den Kurzfilm Love the Sinner, in der sie die Mutter der Hauptrolle spielt. Sie schrieb auch eine Episode für The Reluctant Landlord, Witze für Porters und war am Drehbuchteam der zweiten Staffel von Sex Education beteiligt. 2019 erschien sie in Year of the Rabbit und Dark Money. Ihre eigene Familien-Sitcom und eine Komödie über Abtreibung sind derzeit in Arbeit. Letzteres mit dem Titel Three Weeks ist neben Drehbuch und Hauptrolle Wokomas Regiedebüt. Die Produktion des Films begann im Mai 2022.

## Filmografie
Fernsehserien
- 2002: Serious Jungle (6 Episoden)
- 2011: Holby City (eine Episode)
- 2011: Doctors (eine Episode)
- 2011: Hotel Trubble (5 Episoden)
- 2013: Misfits (eine Episode)
- 2015: Uncle (eine Episode)
- 2015: Bluestone 42 (3 Episoden)
- 2015–2017: BrainFreeze (Synchronrolle)
- 2015–2017: Chewing Gum (10 Episoden)
- 2016: Crashing (3 Episoden)
- 2016: Our Ex-Wife (Episode 1x01)
- 2016: Crazyhead (6 Episoden)
- 2017: Zapped (eine Episode)
- 2017–2019: Porters (9 Episoden)
- 2019: Year of the Rabbit (6 Episoden)
- 2019: Dark Money (4 Episoden)
- 2020: Truth Seekers (8 Episoden)
- 2022: Rules of the Game (4 Episoden)
- 2022: Cheaters (18 Episoden)
- 2022: Peacock (3 Episoden)

Filme:
- 2006: That Summer Day (Fernsehfilm)
- 2013: Half of a Yellow Sun
- 2013: Alpha: Omega (Kurzfilm)
- 2014: Sex on the Beach 2 (The Inbetweeners 2)
- 2015: The Last Hours of Laura K (Fernsehfilm)
- 2015: Burn Burn Burn
- 2018: To Provide All People (Fernsehfilm)
- 2018: Love the Sinner (Kurzfilm)
- 2019: The Ghost and the House of Truth
- 2020: Enola Holmes
- 2022: Save the Cinema
- 2022: The House (Animationsfilm, Synchronstimme)
- 2022: Enola Holmes 2
- 2023: Bonus Track
- 2024: The Beautiful Game

Videospiele:
- 2017: Lego Marvel Super Heroes 2
- 2018: World of Warcraft: Battle for Azeroth